# Ozarba terminipuncta
Ozarba terminipuncta är en fjärilsart som beskrevs av George Francis Hampson 1899. Ozarba terminipuncta ingår i släktet Ozarba och familjen nattflyn. Inga underarter finns listade i Catalogue of Life.